# بيغي بيرس
بيغي بيرس (بالإنجليزية:Peggy Pearce) (مواليد 4 يونيو 1894 - وفيات 26 فبراير 1975). ممثلة أفلام أمريكية من العصر الصامت. بين 1913 و1920 تعمل في مجال المواد قصيرة في L-KO كومباني وكيستون استوديوهات - ظهرت جنبا إلى جنب مع النجوم منهم تشارلي تشابلن (الذين كانت أيضا علاقة عاطفية لفترة من الوقت)، روسكو Arbuckle، بيلي ريتشي، سليم سامرفيل، فورد ستريلنج، ومابل نورماند.

## روابط خارجية
- بيغي بيرس على موقع IMDb (الإنجليزية)
- بيغي بيرس على موقع أول موفي (الإنجليزية)
- بيغي بيرس على موقع قاعدة بيانات الفيلم (الإنجليزية)